# Liste der Baudenkmale in Coppenbrügge
In der Liste der Baudenkmale in Coppenbrügge sind die Baudenkmale der niedersächsischen Fleckens Coppenbrügge und seiner Ortsteile aufgelistet. Die Quelle der Baudenkmale ist der Denkmalatlas Niedersachsen. Der Stand der Liste ist der 17. Oktober 2021.

## Allgemein
In den Spalten befinden sich folgende Informationen:
- Lage: die Adresse des Baudenkmales und die geographischen Koordinaten. Kartenansicht, um Koordinaten zu setzen. In der Kartenansicht sind Baudenkmale ohne Koordinaten mit einem roten Marker dargestellt und können in der Karte gesetzt werden. Baudenkmale ohne Bild sind mit einem blauen Marker gekennzeichnet, Baudenkmale mit Bild mit einem grünen Marker.
- Bezeichnung: Bezeichnung des Baudenkmales
- Beschreibung: die Beschreibung des Baudenkmales. Unter § 3 Abs. 2 NDSchG werden Einzeldenkmale und unter § 3 Abs. 3 NDSchG Gruppen baulicher Anlagen und deren Bestandteile ausgewiesen.
- ID: die Objekt-ID des Baudenkmales
- Bild: ein Bild des Baudenkmales, ggf. zusätzlich mit einem Link zu weiteren Fotos des Baudenkmals im Medienarchiv Wikimedia Commons. Wenn man auf das Kamerasymbol klickt, können Fotos zu Baudenkmalen aus dieser Liste hochgeladen werden:

## Bäntorf

### Einzelbaudenkmale
| Lage                                       | Bezeichnung | Beschreibung | ID       | Bild |
| ------------------------------------------ | ----------- | ------------ | -------- | ---- |
| Im Ohr 1 52° 8′ 13″ N, 9° 30′ 54″ O        | St. Jakobus |              | 31307811 |      |
| Pfingstanger 8 52° 8′ 15″ N, 9° 30′ 45″ O  | Wohnhaus    |              | 31307833 | BW   |
| B 442, km 4,300 52° 8′ 34″ N, 9° 30′ 49″ O | Grenzstein  |              | 31311387 | BW   |

## Behrensen
Baudenkmale im Ortsteil Behrensen.

### Gruppe: Hofanlagen Lindenhof/Behrenser Str.
Die Gruppe „Hofanlagen Lindenhof/Behrenser Str.“ hat die ID 31305079.

| Lage                                           | Bezeichnung              | Beschreibung | ID       | Bild |
| ---------------------------------------------- | ------------------------ | ------------ | -------- | ---- |
| Behrenser Straße 41 52° 6′ 32″ N, 9° 28′ 42″ O | Scheune                  |              | 31307995 | BW   |
| Behrenser Straße 41 52° 6′ 33″ N, 9° 28′ 43″ O | Wohn-/Wirtschaftsgebäude |              | 31307972 | BW   |
| Behrenser Straße 43 52° 6′ 32″ N, 9° 28′ 41″ O | Wohn-/Wirtschaftsgebäude |              | 31308016 | BW   |
| Behrenser Straße 43 52° 6′ 30″ N, 9° 28′ 40″ O | Scheune                  |              | 31308060 | BW   |
| Granbrink 1 52° 6′ 34″ N, 9° 28′ 40″ O         | Wohn-/Wirtschaftsgebäude |              | 31308159 | BW   |
| Lindenhof 1 52° 6′ 33″ N, 9° 28′ 39″ O         | Wohn-/Wirtschaftsgebäude |              | 31308181 | BW   |
| Lindenhof 2 52° 6′ 33″ N, 9° 28′ 39″ O         | Wohn-/Wirtschaftsgebäude |              | 31308205 | BW   |

### Gruppe: Whs. u. WG, Behrenser Str. 45
Die Gruppe „Whs. u. WG, Behrenser Str. 45“ hat die ID 31305189.

| Lage                                           | Bezeichnung        | Beschreibung | ID       | Bild |
| ---------------------------------------------- | ------------------ | ------------ | -------- | ---- |
| Behrenser Straße 45 52° 6′ 29″ N, 9° 28′ 37″ O | Wirtschaftsgebäude |              | 31308103 | BW   |
| Behrenser Straße 45 52° 6′ 29″ N, 9° 28′ 36″ O | Wohnhaus           |              | 31308123 | BW   |

### Gruppe: Gutsarbeiterhaus mit Stall
Die Gruppe „Gutsarbeiterhaus mit Stall“ hat die ID 31305068.

| Lage                                   | Bezeichnung | Beschreibung | ID       | Bild |
| -------------------------------------- | ----------- | ------------ | -------- | ---- |
| Mühlenweg 8 52° 6′ 39″ N, 9° 28′ 57″ O | Stall       |              | 31308251 | BW   |
| Mühlenweg 8 52° 6′ 38″ N, 9° 28′ 57″ O | Wohnhaus    |              | 31308227 | BW   |

### Gruppe: Rittergut Behrensen
Die Gruppe „Rittergut Behrensen“ hat die ID 31305090.

| Lage                                    | Bezeichnung              | Beschreibung | ID       | Bild |
| --------------------------------------- | ------------------------ | ------------ | -------- | ---- |
| Riepenkamp 3 52° 6′ 39″ N, 9° 28′ 41″ O | Wirtschaftsgebäude       |              | 31308331 | BW   |
| Riepenkamp 3 52° 6′ 37″ N, 9° 28′ 41″ O | Wohn-/Wirtschaftsgebäude |              | 31308311 | BW   |
| Riepenkamp 3 52° 6′ 37″ N, 9° 28′ 42″ O | Herrenhaus (Bauwerk)     |              | 31308291 |      |
| Riepenkamp 3 52° 6′ 37″ N, 9° 28′ 44″ O | ehem. Verwalterwohnhaus  | Wohnhaus     | 31308271 | BW   |
| Riepenkamp 3 52° 6′ 35″ N, 9° 28′ 43″ O | Park                     |              | 31308351 | BW   |

### Einzelbaudenkmale
| Lage                                           | Bezeichnung              | Beschreibung | ID       | Bild |
| ---------------------------------------------- | ------------------------ | ------------ | -------- | ---- |
| Weg 52° 6′ 46″ N, 9° 27′ 39″ O                 | Eisenbahnbrücke          |              | 31307854 | BW   |
| Coppenbrügge 52° 7′ 2″ N, 9° 28′ 2″ O          | Mausoleum                |              | 31307875 | BW   |
| Behrenser Straße 24 52° 6′ 35″ N, 9° 28′ 50″ O | Kapelle (Bauwerk)        |              | 31307895 | BW   |
| Behrenser Straße 27 52° 6′ 34″ N, 9° 28′ 52″ O | Wohn-/Wirtschaftsgebäude |              | 31307914 | BW   |
| Behrenser Straße 28 52° 6′ 34″ N, 9° 28′ 49″ O | Wohn-/Wirtschaftsgebäude |              | 31307935 | BW   |
| Behrenser Straße 29 52° 6′ 34″ N, 9° 28′ 50″ O | Wohnhaus                 |              | 31307956 | BW   |
| Brinkstraße 1 52° 6′ 39″ N, 9° 28′ 51″ O       | Wohnhaus                 |              | 31308143 | BW   |

## Bessingen
Baudenkmale im Ortsteil Bessingen.

### Gruppe: Wohnhäuser Obere Straße 3, 5, 6
Die Gruppe „Wohnhäuser Obere Straße 3, 5, 6“ hat die ID 31305145.

| Lage                                      | Bezeichnung | Beschreibung | ID                                                | Bild |
| ----------------------------------------- | ----------- | ------------ | ------------------------------------------------- | ---- |
| Obere Straße 3 52° 6′ 14″ N, 9° 30′ 11″ O | Wohnhaus    |              | alt: 252004.00180/1/-/ 31308453 alt: 252004.00180 |      |
| Obere Straße 5 52° 6′ 14″ N, 9° 30′ 12″ O | Wohnhaus    |              | alt: 252004.00181/1/-/ 31308473 alt: 252004.00181 |      |
| Obere Straße 6 52° 6′ 13″ N, 9° 30′ 12″ O | Wohnhaus    |              | alt: 252004.00182/1/-/ 31308493 alt: 252004.00182 |      |

### Einzelbaudenkmale
```

```

| Lage                                          | Bezeichnung             | Beschreibung | ID                                                | Bild           |
| --------------------------------------------- | ----------------------- | --- | ------------------------------------------------- | -------------- |
| Kirchweg 1 52° 6′ 11″ N, 9° 30′ 7″ O          | Kirche                  | Die namenlose Dorfkirche wurde in den Jahren 1749/50 an Stelle einer baufälligen Vorgängerin errichtet. Der heutige Kirchturm stammt aus dem Jahr 1783. Größere Renovierungen erfolgten 1862 und 1963. 2016 wurde die Haube des Kirchturms saniert. | alt: 252004.00177/1/-/ 31308411 alt: 252004.00177 | Weitere Bilder |
| Kirchweg 52° 6′ 11″ N, 9° 30′ 7″ O            | Kriegerdenkmal          | | alt: 252004.00178/1/-/ 31308390 alt: 252004.00178 |                |
| Obere Straße 2 52° 6′ 12″ N, 9° 30′ 6″ O      | Wohnhaus                | | alt:252004.00179/1/-/ 31308432 alt:252004.00179   |                |
| Bessinger Straße 33 52° 6′ 11″ N, 9° 30′ 4″ O | Wohn/Wirtschaftsgebäude | | alt: 252004.00183/1/-/ 31308369 alt: 252004.00183 |                |

## Bisperode

### Gruppe: Kirche mit Kirchhof Lange Straße
Die Gruppe „Kirche mit Kirchhof Lange Straße“ hat die ID 31305046.

| Lage                                     | Bezeichnung    | Beschreibung | ID       | Bild           |
| ---------------------------------------- | -------------- | --- | -------- | -------------- |
| Lange Straße 3 52° 5′ 10″ N, 9° 30′ 2″ O | Kirche         | Die evangelische Kirche St. Peter und Paul Bisperode wurde im Jahre 1716 erbaut. Es ist ein Saalbau aus Bruchstein, der Westturm stammt vom Vorgängerbau aus romanischer Zeit ab. Im Inneren befindet sich ein Kanzelaltar aus der zweiten Hälfte des 18. Jahrhunderts. | 31308848 | Weitere Bilder |
| Lange Straße 52° 5′ 8″ N, 9° 30′ 2″ O    | Kriegerdenkmal | | 31308826 | BW             |

### Gruppe: Gut Bisperode
Die Gruppe „Gut Bisperode“ hat die ID 31305057.

| Lage                                     | Bezeichnung              | Beschreibung           | ID       | Bild           |
| ---------------------------------------- | ------------------------ | ---------------------- | -------- | -------------- |
| Försterbrink 1 52° 5′ 12″ N, 9° 30′ 6″ O | Schloss                  | Schloss Bisperode      | 31308597 | Weitere Bilder |
| Försterbrink 52° 5′ 11″ N, 9° 30′ 6″ O   | Brücke                   |                        | 31308533 | BW             |
| Försterbrink 52° 5′ 11″ N, 9° 30′ 10″ O  | Tor                      | Tor I                  | 31308553 | BW             |
| Försterbrink 2 52° 5′ 9″ N, 9° 30′ 10″ O | Wirtschaftsgebäude       |                        | 31308641 | BW             |
| Försterbrink 2 52° 5′ 9″ N, 9° 30′ 9″ O  | Wohn-/Wirtschaftsgebäude |                        | 37022831 | BW             |
| Försterbrink 2 52° 5′ 9″ N, 9° 30′ 7″ O  | Wirtschaftsgebäude       | Wirtschaftsgebäude III | 31308661 | BW             |
| Försterbrink 2 52° 5′ 9″ N, 9° 30′ 5″ O  | Wohn-/Wirtschaftsgebäude |                        | 31308682 | BW             |
| Försterbrink 2 52° 5′ 10″ N, 9° 30′ 4″ O | Wirtschaftsgebäude       | Wirtschaftsgebäude I   | 31308621 | BW             |
| Försterbrink 52° 5′ 11″ N, 9° 30′ 4″ O   | Tor                      | Tor II                 | 31308575 | BW             |

### Gruppe: Wohnhäuser Küthestraße 5, 7
Die Gruppe „Wohnhäuser Küthestraße 5, 7“ hat die ID 31305035.

| Lage                                     | Bezeichnung | Beschreibung | ID       | Bild |
| ---------------------------------------- | ----------- | ------------ | -------- | ---- |
| Küthestraße 5 52° 5′ 12″ N, 9° 29′ 58″ O | Wohnhaus    |              | 31308702 | BW   |
| Küthestraße 7 52° 5′ 12″ N, 9° 29′ 58″ O | Wohnhaus    |              | 31308722 | BW   |

### Einzelbaudenkmale
| Lage                                             | Bezeichnung              | Beschreibung   | ID       | Bild |
| ------------------------------------------------ | ------------------------ | -------------- | -------- | ---- |
| Küthestraße 10 52° 5′ 13″ N, 9° 29′ 59″ O        | Wohnhaus                 |                | 31308742 | BW   |
| Küthestraße 17 52° 5′ 16″ N, 9° 29′ 56″ O        | Wohnhaus                 |                | 31308763 | BW   |
| Küthestraße 20 52° 5′ 18″ N, 9° 29′ 55″ O        | Wohnhaus                 |                | 31308784 | BW   |
| Küthestraße 26 52° 5′ 20″ N, 9° 29′ 53″ O        | Wohn-/Wirtschaftsgebäude |                | 31308805 | BW   |
| Lange Straße 4 52° 5′ 7″ N, 9° 30′ 1″ O          | Wohnhaus                 |                | 31308870 | BW   |
| Lange Straße 33 52° 5′ 2″ N, 9° 30′ 7″ O         | Wohnhaus                 |                | 31308908 | BW   |
| Lange Straße 39 52° 4′ 59″ N, 9° 30′ 9″ O        | Wohnhaus                 |                | 31308929 | BW   |
| Lange Straße/Friedhof 52° 4′ 55″ N, 9° 30′ 16″ O | Grabdenkmal              | Dr. Aldenhoven | 31308950 | BW   |
| Mühlenstraße 3 52° 4′ 57″ N, 9° 30′ 6″ O         | Wohn-/Wirtschaftsgebäude |                | 31308971 | BW   |
| Voremberger Straße 29 52° 5′ 5″ N, 9° 29′ 48″ O  | Schule                   |                | 31308992 | BW   |
| K 14, km 1,216 52° 5′ 36″ N, 9° 28′ 44″ O        | Grenzstein               |                | 31311450 | BW   |

## Brünnighausen

### Gruppe: Hofanlage Im Pump 1
Die Gruppe „Hofanlage Im Pump 1“ hat die ID 31305167.

| Lage                                 | Bezeichnung              | Beschreibung | ID       | Bild |
| ------------------------------------ | ------------------------ | ------------ | -------- | ---- |
| Im Pump 3 52° 8′ 50″ N, 9° 31′ 35″ O | Scheune                  |              | 31311638 | BW   |
| Im Pump 3 52° 8′ 50″ N, 9° 31′ 36″ O | Wohn-/Wirtschaftsgebäude |              | 31311617 | BW   |
| Im Pump 1 52° 8′ 50″ N, 9° 31′ 37″ O | Wohn-/Wirtschaftsgebäude |              | 31309256 | BW   |
| Im Pump 1 52° 8′ 50″ N, 9° 31′ 38″ O | Backhaus                 |              | 31309296 | BW   |
| Im Pump 1 52° 8′ 49″ N, 9° 31′ 37″ O | Scheune                  |              | 31309276 | BW   |

### Gruppe: Hofanlage Waldstraße 18
Die Gruppe „Hofanlage Waldstraße 18“ hat die ID 31304979.

| Lage                                    | Bezeichnung | Beschreibung | ID       | Bild |
| --------------------------------------- | ----------- | ------------ | -------- | ---- |
| Waldstraße 18 52° 9′ 10″ N, 9° 32′ 4″ O | Wohnhaus    |              | 31309013 | BW   |
| Waldstraße 18 52° 9′ 9″ N, 9° 32′ 3″ O  | Obstgarten  |              | 31309069 | BW   |
| Waldstraße 18 52° 9′ 10″ N, 9° 32′ 4″ O | Stall       |              | 31309033 | BW   |
| Waldstraße 18 52° 9′ 10″ N, 9° 32′ 3″ O | Stall       |              | 31309051 | BW   |

### Einzelbaudenkmale
| Lage                                      | Bezeichnung              | Beschreibung                                      | ID       | Bild |
| ----------------------------------------- | ------------------------ | ------------------------------------------------- | -------- | ---- |
| 52° 8′ 39″ N, 9° 34′ 0″ O                 | Forsthaus                | Forsthaus Eichhorst                               | 31309088 |      |
| Am Nesselberge 52° 8′ 41″ N, 9° 33′ 40″ O | Stollenmundloch          | Steinbrinkstollen                                 | 31309108 |      |
| Eschenweg 2 52° 9′ 10″ N, 9° 31′ 52″ O    | Wohn-/Wirtschaftsgebäude |                                                   | 31309130 | BW   |
| Eschenweg 6 52° 9′ 10″ N, 9° 31′ 54″ O    | Wohnhaus                 |                                                   | 31309151 | BW   |
| Steinweg 11 52° 9′ 9″ N, 9° 31′ 47″ O     | Forsthaus                |                                                   | 31309378 | BW   |
| Kirchstraße 52° 8′ 53″ N, 9° 31′ 54″ O    | Kirche                   |                                                   | 31309316 |      |
| Klosterstraße 5 52° 9′ 0″ N, 9° 31′ 57″ O | Wohnhaus                 |                                                   | 31309336 | BW   |
| Steinweg 1 52° 8′ 56″ N, 9° 31′ 50″ O     | Pfarrhaus                |                                                   | 31309357 |      |
| Hauptstraße 29 52° 8′ 47″ N, 9° 31′ 39″ O | Wohnhaus                 |                                                   | 31309235 | BW   |
| Friedhof 52° 8′ 45″ N, 9° 32′ 7″ O        | Grabdenkmal              | Grabdenkmal Sophie Willmer                        | 31309172 |      |
| Friedhof 52° 8′ 45″ N, 9° 32′ 7″ O        | Grabdenkmal              | Grabdenkmal Heinrich Conrad Wilhelm Willmer       | 31309193 |      |
| Friedhof 52° 8′ 45″ N, 9° 32′ 6″ O        | Grabdenkmal              | Grabdenkmal Dorothee Katherine Wilhelmine Willmer | 31309214 |      |

## Coppenbrügge

### Gruppe: Burg Coppenbrügge
Die Gruppe „Burg Coppenbrügge“ hat die ID 31305013.

| Lage                                     | Bezeichnung | Beschreibung                          | ID       | Bild           |
| ---------------------------------------- | ----------- | ------------------------------------- | -------- | -------------- |
| Schloßstraße 1 52° 7′ 6″ N, 9° 32′ 53″ O | Museum      | Heimatmuseum in der Burg Coppenbrügge | 31310143 | Weitere Bilder |
| Schloßstraße 52° 7′ 7″ N, 9° 32′ 53″ O   | Wall        |                                       | 31310087 | BW             |
| Schloßstraße 52° 7′ 7″ N, 9° 32′ 51″ O   | Torbau      | Torbau der Burg Coppenbrügge          | 31310069 |                |
| Schloßstraße 52° 7′ 6″ N, 9° 32′ 49″ O   | Graft       |                                       | 31310105 |                |
| Schloßstraße 52° 7′ 9″ N, 9° 32′ 49″ O   | Torpfeiler  |                                       | 31310123 |                |

### Gruppe: Forstamt Schloßstraße 3
Die Gruppe „Forstamt Schloßstraße 3“ hat die ID 31305024.

| Lage                                     | Bezeichnung  | Beschreibung | ID       | Bild |
| ---------------------------------------- | ------------ | ------------ | -------- | ---- |
| Schloßstraße 3 52° 7′ 7″ N, 9° 32′ 47″ O | Forstamt     |              | 31310185 |      |
| Schloßstraße 3 52° 7′ 7″ N, 9° 32′ 48″ O | Nebengebäude |              | 31310208 |      |
| Schloßstraße 3 52° 7′ 7″ N, 9° 32′ 46″ O | Mauer        |              | 31310230 |      |

### Gruppe: Kirche und Umgebung
Die Gruppe „Kirche und Umgebung“ hat die ID 31304990.

| Lage                                       | Bezeichnung | Beschreibung | ID       | Bild           |
| ------------------------------------------ | ----------- | ------------ | -------- | -------------- |
| Niederstraße 52° 7′ 13″ N, 9° 32′ 53″ O    | Kirche      |              | 31309631 | Weitere Bilder |
| Niederstraße 13 52° 7′ 14″ N, 9° 32′ 53″ O | Wohnhaus    |              | 31309761 |                |
| Niederstraße 15 52° 7′ 14″ N, 9° 32′ 52″ O | Wohnhaus    |              | 31309783 | BW             |
| Niederstraße 11 52° 7′ 13″ N, 9° 32′ 51″ O | Pfarrhaus   |              | 31309739 |                |
| Niederstraße 9 52° 7′ 13″ N, 9° 32′ 52″ O  | Wohnhaus    |              | 31309717 | BW             |
| Niederstraße 5 52° 7′ 13″ N, 9° 32′ 53″ O  | Schule      |              | 31309674 |                |

### Gruppe: Friedhof Dörperstraße
Die Gruppe „Friedhof Dörperstraße“ hat die ID 31305001.

| Lage                                  | Bezeichnung  | Beschreibung                                 | ID       | Bild |
| ------------------------------------- | ------------ | -------------------------------------------- | -------- | ---- |
| Dörper Weg 52° 7′ 24″ N, 9° 32′ 59″ O | Friedhof     | nur der Südostteil des Friedhofs ist Denkmal | 31309546 | BW   |
| Dörper Weg 52° 7′ 22″ N, 9° 33′ 1″ O  | Leichenhalle |                                              | 31309568 |      |

### Einzelbaudenkmale
| Lage                                       | Bezeichnung              | Beschreibung                    | ID       | Bild           |
| ------------------------------------------ | ------------------------ | ------------------------------- | -------- | -------------- |
| Niederstraße 38 52° 7′ 20″ N, 9° 32′ 53″ O | Wohnhaus                 |                                 | 31309910 |                |
| Niederstraße 35 52° 7′ 18″ N, 9° 32′ 53″ O | Wohnhaus                 |                                 | 31309889 |                |
| Niederstraße 27 52° 7′ 16″ N, 9° 32′ 53″ O | Wohnhaus                 |                                 | 31309868 |                |
| Niederstraße 21 52° 7′ 15″ N, 9° 32′ 53″ O | Scheune                  |                                 | 31309847 | BW             |
| Niederstraße 20 52° 7′ 15″ N, 9° 32′ 57″ O | Scheune                  |                                 | 31309826 | BW             |
| Niederstraße 18 52° 7′ 14″ N, 9° 32′ 55″ O | Wohnhaus                 |                                 | 31309805 |                |
| Niederstraße 2 52° 7′ 11″ N, 9° 32′ 55″ O  | Gasthaus                 |                                 | 31309653 | BW             |
| Schloßstraße 2 52° 7′ 11″ N, 9° 32′ 53″ O  | Rathaus                  |                                 | 31310164 | BW             |
| Schloßstraße 10 52° 7′ 10″ N, 9° 32′ 50″ O | Wohnhaus                 |                                 | 31310248 |                |
| Schloßstraße 12 52° 7′ 10″ N, 9° 32′ 50″ O | Wohnhaus                 |                                 | 31310269 |                |
| Schloßstraße 16 52° 7′ 9″ N, 9° 32′ 49″ O  | Wohnhaus                 |                                 | 31310290 |                |
| Schloßstraße 18 52° 7′ 9″ N, 9° 32′ 48″ O  | Gasthaus                 |                                 | 31310311 |                |
| Bahnhofstraße 52° 7′ 6″ N, 9° 32′ 41″ O    | Brunnen                  | Ernst-Feuerhake-Brunnen         | 31309399 | Weitere Bilder |
| Bahnhofstraße 4 52° 7′ 6″ N, 9° 32′ 36″ O  | Wohnhaus                 |                                 | 31309420 |                |
| Bahnhofstraße 7 52° 7′ 5″ N, 9° 32′ 40″ O  | Wohnhaus                 |                                 | 31309441 |                |
| Bahnhofstraße 11 52° 7′ 5″ N, 9° 32′ 39″ O | Wohnhaus                 |                                 | 31309462 |                |
| Dammstraße 52° 7′ 5″ N, 9° 32′ 44″ O       | Friedhof                 | Jüdischer Friedhof Coppenbrügge | 31311521 | Weitere Bilder |
| Dammstraße 9 52° 7′ 2″ N, 9° 32′ 56″ O     | Wohnhaus                 |                                 | 31309525 | BW             |
| Osterstraße 4 52° 7′ 10″ N, 9° 32′ 53″ O   | Wohnhaus                 |                                 | 31309931 |                |
| Osterstraße 20 52° 7′ 5″ N, 9° 32′ 58″ O   | Wohn-/Wirtschaftsgebäude |                                 | 31309952 | BW             |
| Osterstraße 24 52° 7′ 5″ N, 9° 32′ 58″ O   | Wohnhaus                 |                                 | 31309973 | BW             |
| Osterstraße 26 52° 7′ 5″ N, 9° 32′ 58″ O   | Wohn-/Wirtschaftsgebäude |                                 | 31309994 | BW             |
| Osterstraße 33 52° 7′ 4″ N, 9° 33′ 0″ O    | Wohnhaus                 |                                 | 31310031 | BW             |
| Brunnenstraße 2 52° 7′ 3″ N, 9° 33′ 1″ O   | Wohnhaus                 |                                 | 31309483 | BW             |
| Brunnenstraße 8 52° 7′ 1″ N, 9° 33′ 2″ O   | Wohnhaus                 |                                 | 31309504 | BW             |
| Lindenbrunn 1 52° 6′ 39″ N, 9° 33′ 1″ O    | Gartenhaus               |                                 | 31309610 |                |

## Diedersen

### Gruppe: Gut Diedersen
Die Gruppe „Gut Diedersen“ hat die ID 31305134.

| Lage                                          | Bezeichnung | Beschreibung         | ID       | Bild           |
| --------------------------------------------- | ----------- | -------------------- | -------- | -------------- |
| Diederser Straße 2 52° 5′ 59″ N, 9° 27′ 46″ O | Herrenhaus  | Herrenhaus Diedersen | 31310352 | Weitere Bilder |
| Diederser Straße 2 52° 5′ 59″ N, 9° 27′ 44″ O | Stall       |                      | 31310435 | BW             |
| Diederser Straße 2 52° 5′ 58″ N, 9° 27′ 45″ O | Park        |                      | 31310376 | BW             |
| Diederser Straße 4 52° 6′ 0″ N, 9° 27′ 45″ O  | Forsthaus   |                      | 31310475 | BW             |
| Diederser Straße 2 52° 6′ 0″ N, 9° 27′ 44″ O  | Scheune     |                      | 31310395 | BW             |
| Diederser Straße 2 52° 6′ 1″ N, 9° 27′ 46″ O  | Scheune     |                      | 31310455 |                |

### Gruppe: Hofanlage Im Timpen
Die Gruppe „Hofanlage Im Timpen“ hat die ID 31305101.

| Lage                                  | Bezeichnung              | Beschreibung | ID       | Bild |
| ------------------------------------- | ------------------------ | ------------ | -------- | ---- |
| Im Timpen 2 52° 6′ 5″ N, 9° 27′ 50″ O | Wohnhaus                 |              | 31310632 | BW   |
| Im Timpen 2 52° 6′ 4″ N, 9° 27′ 51″ O | Wohn-/Wirtschaftsgebäude |              | 31310652 | BW   |
| Im Timpen 2 52° 6′ 3″ N, 9° 27′ 50″ O | Scheune                  |              | 31310672 | BW   |

### Gruppe: Hofanlage Diederser Straße 20
Die Gruppe „Hofanlage Diederser Straße 20“ hat die ID 31305112.

| Lage                                           | Bezeichnung              | Beschreibung | ID       | Bild |
| ---------------------------------------------- | ------------------------ | ------------ | -------- | ---- |
| Diederser Straße 20 52° 5′ 49″ N, 9° 27′ 54″ O | Scheune                  |              | 31310538 | BW   |
| Diederser Straße 20 52° 5′ 48″ N, 9° 27′ 54″ O | Wohn-/Wirtschaftsgebäude |              | 31310518 | BW   |

### Gruppe: Hofanlage Hellsieksweg 4
Die Gruppe „Hofanlage Hellsieksweg 4“ hat die ID 31305123.

| Lage                                     | Bezeichnung              | Beschreibung | ID       | Bild |
| ---------------------------------------- | ------------------------ | ------------ | -------- | ---- |
| Hellsieksweg 4 52° 5′ 43″ N, 9° 28′ 0″ O | Wohn-/Wirtschaftsgebäude |              | 31310574 | BW   |
| Hellsieksweg 4 52° 5′ 43″ N, 9° 28′ 0″ O | Scheune                  |              | 31310594 | BW   |
| Hellsieksweg 4 52° 5′ 42″ N, 9° 28′ 0″ O | Scheune                  |              | 31310614 | BW   |

### Einzelbaudenkmale
| Lage                                           | Bezeichnung | Beschreibung    | ID       | Bild |
| ---------------------------------------------- | ----------- | --------------- | -------- | ---- |
| B 1, km 5,180 52° 6′ 28″ N, 9° 27′ 21″ O       | Kreuzstein  | Heinrch Bock    | 31311345 | BW   |
| B 1, km 5,180 52° 6′ 28″ N, 9° 27′ 20″ O       | Kreuzstein  | Arnold Bavensen | 31311366 | BW   |
| Kirchanger 6 52° 5′ 49″ N, 9° 27′ 53″ O        | Kirche      |                 | 31310692 | BW   |
| Diederser Straße 11 52° 5′ 54″ N, 9° 27′ 51″ O | Backhaus    |                 | 31310497 | BW   |
| Diederser Straße 1 52° 6′ 2″ N, 9° 27′ 47″ O   | Scheune     |                 | 31310330 | BW   |
| Diederser Straße 1 52° 6′ 1″ N, 9° 27′ 48″ O   | Wohnhaus    |                 | 31311657 | BW   |

## Dörpe

### Einzelbaudenkmale
| Lage                                   | Bezeichnung    | Beschreibung | ID       | Bild |
| -------------------------------------- | -------------- | ------------ | -------- | ---- |
| Lindenplatz 52° 7′ 58″ N, 9° 33′ 47″ O | Kriegerdenkmal |              | 31310713 |      |

## Harderode
| Lage                                            | Bezeichnung    | Beschreibung | ID       | Bild |
| ----------------------------------------------- | -------------- | ------------ | -------- | ---- |
| Haus Harderode Gut 1 52° 3′ 42″ N, 9° 31′ 40″ O | Villa          |              | 31310774 | BW   |
| Kirchbrink 5 52° 2′ 39″ N, 9° 32′ 24″ O         | Kirche         |              | 31310795 |      |
| Kirchbrink 5 52° 2′ 41″ N, 9° 32′ 24″ O         | Pfarrhaus      |              | 31311540 | BW   |
| Schapersbrink 1 52° 2′ 43″ N, 9° 32′ 26″ O      | Wohnhaus       |              | 31310816 | BW   |
| Harderoder Straße 10 52° 2′ 43″ N, 9° 32′ 30″ O | Wohnhaus       |              | 31310753 | BW   |
| Harderoder Straße 52° 2′ 33″ N, 9° 32′ 45″ O    | Kriegerdenkmal |              | 31310734 | BW   |
| L 588, km 15,005 52° 2′ 19″ N, 9° 33′ 4″ O      | Grenzstein     |              | 31311429 | BW   |

## Herkensen
| Lage                                   | Bezeichnung | Beschreibung | ID       | Bild |
| -------------------------------------- | ----------- | ------------ | -------- | ---- |
| Dorfplatz 1 52° 7′ 56″ N, 9° 28′ 43″ O | Wohnhaus    |              | 31310837 | BW   |

## Hohnsen

### Gruppe: Friedhof des Schlossparks Bad Münder-Hasperde
Die Gruppe „Friedhof des Schlossparks Bad Münder-Hasperde“ hat die ID 39918655.

| Lage                       | Bezeichnung | Beschreibung | ID       | Bild |
| -------------------------- | ----------- | ------------ | -------- | ---- |
| 52° 8′ 34″ N, 9° 27′ 46″ O | Friedhof    |              | 39918673 |      |
| 52° 8′ 34″ N, 9° 27′ 46″ O | Einfriedung |              | 39918692 |      |
| 52° 8′ 35″ N, 9° 27′ 47″ O | Mausoleum   |              | 31310873 |      |

### Gruppe: Kirche m. Pfarre Tinnenstraße
Die Gruppe „Kirche m. Pfarre Tinnenstraße“ hat die ID 31305178.

| Lage                                         | Bezeichnung | Beschreibung | ID       | Bild |
| -------------------------------------------- | ----------- | ------------ | -------- | ---- |
| Hohnser Straße 24 52° 8′ 38″ N, 9° 28′ 55″ O | Kirche      |              | 31311013 | BW   |
| Hohnser Straße 22 52° 8′ 38″ N, 9° 28′ 55″ O | Wohnhaus    |              | 31310993 | BW   |

### Einzelbaudenkmale
| Lage                                         | Bezeichnung    | Beschreibung | ID       | Bild |
| -------------------------------------------- | -------------- | ------------ | -------- | ---- |
| Am Feuerbache 4 52° 8′ 35″ N, 9° 28′ 51″ O   | Wohnhaus       |              | 31310892 | BW   |
| Hohnser Straße 36 52° 8′ 38″ N, 9° 28′ 47″ O | Wohnhaus       |              | 31311037 | BW   |
| Hohnser Straße 11 52° 8′ 37″ N, 9° 28′ 54″ O | Wohnhaus       |              | 31310950 | BW   |
| Hohnser Straße 7 52° 8′ 37″ N, 9° 28′ 55″ O  | Wohnhaus       |              | 31310929 | BW   |
| Hohnser Straße 16 52° 8′ 36″ N, 9° 29′ 0″ O  | Wohnhaus       |              | 31310972 | BW   |
| Hohnser Straße 52° 8′ 23″ N, 9° 29′ 12″ O    | Kriegerdenkmal |              | 31310908 | BW   |

## Marienau
Baudenkmale im Ortsteil Marienau.

### Gruppe: Hellweg 24
Die Gruppe „Hellweg 24“ hat die ID 31305200.

| Lage                                  | Bezeichnung              | Beschreibung | ID       | Bild |
| ------------------------------------- | ------------------------ | ------------ | -------- | ---- |
| Hellweg 24 52° 6′ 32″ N, 9° 33′ 51″ O | Wirtschaftsgebäude/Stall | Westflügel   | 31311013 | BW   |
| Hellweg 24 52° 6′ 31″ N, 9° 33′ 53″ O | Wirtschaftsgebäude       | Südflügel    | 31311577 | BW   |

### Gruppe: Hofanlage Voldagsen 8, 10
Die Gruppe „Hofanlage Voldagsen 8, 10“ hat die ID 31305156.

| Lage                                    | Bezeichnung              | Beschreibung                    | ID       | Bild |
| --------------------------------------- | ------------------------ | ------------------------------- | -------- | ---- |
| Voldagsen 52° 6′ 12″ N, 9° 35′ 15″ O    | Sonnenuhr                |                                 | 31311162 |      |
| Voldagsen 52° 6′ 8″ N, 9° 35′ 21″ O     | Park                     |                                 | 31311182 |      |
| Voldagsen 12 52° 6′ 14″ N, 9° 35′ 11″ O | Wirtschaftsgebäude       |                                 | 31311200 | BW   |
| Voldagsen 12 52° 6′ 15″ N, 9° 35′ 12″ O | Wirtschaftsgebäude       |                                 | 31311220 |      |
| Voldagsen 52° 6′ 13″ N, 9° 35′ 14″ O    | Herrenhaus (Bauwerk)     | Herrenhaus, Rittergut Voldagsen | 31311262 |      |
| Voldagsen 52° 6′ 14″ N, 9° 35′ 17″ O    | Wohn-/Wirtschaftsgebäude |                                 | 31311284 | BW   |
| Voldagsen 52° 6′ 10″ N, 9° 35′ 22″ O    | Wohnhaus                 | Försterhaus                     | 31311305 | BW   |
| Voldagsen 52° 6′ 15″ N, 9° 35′ 16″ O    | Wohnhaus                 | ehem. Kutscherhaus              | 31311325 | BW   |

### Einzelbaudenkmale
| Lage                                        | Bezeichnung       | Beschreibung     | ID       | Bild           |
| ------------------------------------------- | ----------------- | ---------------- | -------- | -------------- |
| Friedhof 52° 6′ 55″ N, 9° 34′ 42″ O         | Kriegerdenkmal    |                  | 31311121 | BW             |
| Auhagenstraße 34 52° 6′ 34″ N, 9° 34′ 7″ O  | Wohnhaus          |                  | 31311058 | BW             |
| Auhagenstraße 44 52° 6′ 31″ N, 9° 34′ 10″ O | Wohnhaus          |                  | 31311079 | BW             |
| Kapellenweg 4 52° 6′ 35″ N, 9° 34′ 10″ O    | Kapelle (Bauwerk) | Kloster Marienau | 31311142 |                |
| Voldagsen 4 52° 6′ 5″ N, 9° 34′ 58″ O       | Bahnhof Voldagsen | Empfangsgebäude  | 31311240 | Weitere Bilder |

## Unklarer Denkmalstatus
| Lage                                                      | Bezeichnung | Beschreibung                                   | ID       | Bild |
| --------------------------------------------------------- | ----------- | ---------------------------------------------- | -------- | ---- |
| Coppenbrügge, Niederstraße 8 52° 7′ 13″ N, 9° 32′ 55″ O   | Wohnhaus    | Im August 2022 im Denkmalviewer nicht markiert | 31309696 | BW   |
| Diedersen, Diederser Straße 29 52° 5′ 50″ N, 9° 27′ 55″ O | Wohnhaus    | Im August 2022 im Denkmalviewer nicht markiert | 31310558 | BW   |